# 目線
| ウィキペディアには「目線」という見出しの百科事典記事はありません（タイトルに「目線」を含むページの一覧/「目線」で始まるページの一覧）。 代わりにウィクショナリーのページ「目線」が役に立つかもしれません。 |